# Adolf Meyer (architect)

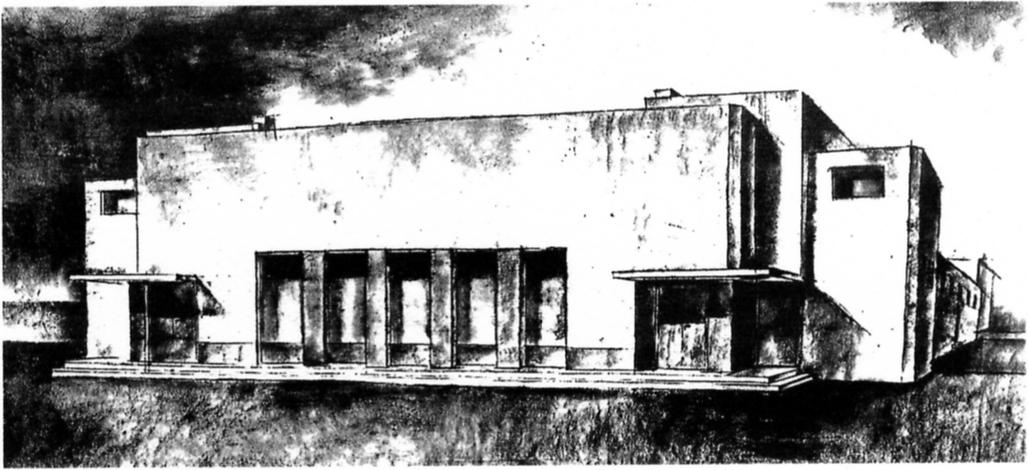
Walter Gropius en Adolf Meyer. Stadttheater, Jena. 1921-1922.

Adolf Meyer (Mechernich, 17 juni 1881 – Baltrum, 14 juli 1929) was een Duits architect en ontwerper. Hij is vooral bekend als medewerker van Walter Gropius en architectuurdocent aan het Bauhaus.
Meyer volgde aanvankelijk een werkopleiding in de meubelmakerij in het Rijnland. Van 1904-1907 volgde hij een opleiding aan de Kunstgewerbeschule in Düsseldorf, waar hij les kreeg van Peter Behrens en J.L.M. Lauweriks. Aansluitend werkte hij van 1907-1908 op het bureau van Behrens en in 1909 op het bureau van Bruno Paul in Berlijn. Vanaf 1910 was hij medewerker op het bureau van Walter Gropius, eerst als chef, vanaf 1915 als partner. In 1919 benoemde Gropius hem tot parttime Meister (docent) van een soort architectuuropleiding aan het Bauhaus, bestaande uit lessen in bouwtechniek en architectuurtekenen. In 1925 verliet hij het Bauhaus en vestigde zich als zelfstandig architect in Frankfurt am Main, waar hij in 1926 benoemd werd tot Stadtbaurat (stadsarchitect) en docent aan de Städelschule. In 1928 richtte hij de Frankfurter Oktobergruppe op. Adolf Meyer was een theosoof.

## Ontwerpen
- Fagusfabriek, Hannoversche Strasse 58, Alfeld [in samenwerking met Gropius]. 1911-1913.
- Modelfabriek, kantoorgebouw en restaurant voor de Werkbund-tentoonstelling, Keulen [in samenwerking met Gropius]. 1914.
- Huis Adolf Sommerfeld, Berlijn [in samenwerking met Gropius]. 1921.
- Stadttheater, Jena [in samenwerking met Gropius]. 1921-1922.
- Ontwerpprijsvraag voor de Chicago Tribune [in samenwerking met Gropius]. 1922.
- Uitbreiding gasfabriek, Schielestraße 18-28, Frankfurt am Main. 1927-1930.
- Städtische Elektrizitätswerke Prüfamt 6, Gutleutstraße 280, Frankfurt am Main. 1928-1929.